# Dorotin altán
Dorotin altán – též Dorothein altán či Dorothein gloriet – je vyhlídková stavba nad řekou Teplá na jižním okraji města Karlovy Vary. Altán nechal v roce 1791 postavit hrabě Kristián Filip z Clam-Gallasu pro kuronskou vévodkyni Dorotheu von Medem.
Stavba byla prohlášena kulturní památkou, památkově chráněna je od 3. května 1958, resp. od 5. února 1964 pod rejst. č. ÚSKP 34295/4-879.

## Historie
Jižně od centra lázní se nacházely Dorotiny (Dorotheiny) nivy, které od konce 18. století patřily v Karlových Varech k nejoblíbenějším procházkám lázeňských hostů. Zde v roce 1791, jako výraz obdivu a lásky, nechal pražský hrabě Kristián Filip z Clam-Gallasu postavit altán pro vévodkyni Dorotheu Kuronskou. Stavba altánu byla provedena stavitelem a truhlářským mistrem Franzem Knollem ze slavného rodu Knollů.
Dorothea, vévodkyně kuronská, rozená říšská hraběnka von Medem (1761–1821), patřila k nejvýraznějším osobnostem aristokratické společnosti, která se kolem roku 1800 v Karlových Varech scházela. Vévodkyně přijela do Karlových Varů poprvé v roce 1790. Na louce v údolí řeky Teplé, nad kterou dnes stojí Dorotin altán (mezi Grandhotelem Pupp a Galerií umění), uspořádala tehdy pro šlechtickou společnost velkolepou snídani. Odtud pochází název Dorotheiny nivy.
V 70. letech 20. století byl altán rekonstruován pražskými restaurátory. V roce 2007 byl poničen sběrači kovů. Ti z kupole odnesli většinu měděných plechů, a tím poškodili i dřevěnou část. Altán byl poté provizorně opraven.

### Zajímavost
V roce 1785 přijel do Karlových Varů italský spisovatel a milovník žen Giacomo Casanova. Je známo, že se v tomto období dostal do svízelné finanční situace a pokoušel se najít zaměstnání. Později ho na svém zámku v Duchcově jako knihovníka zaměstnal hrabě z Valdštejna. Casanova pak z Duchcova navštívil Karlovy Vary ještě vícekrát. Jeho zamilovaným místem byl právě Dorotin altán. Zde prý trávil dlouhé hodiny rozjímáním nad svým dobrodružným životem.

## Popis
Vyhlídková stavba ve stylu klasicismu je umístěna na žulovém ostrohu v údolí řeky Teplé. Je to zřejmě nejstarší lázeňská parková stavba. Má dřevěnou konstrukci a skládá se z osmi jónských sloupů na osmibokém půdoryse. Střechu tvoří kruhová kupole, původně červené barvy, dnes krytá měděným plechem.
V altánu stávala kameninová váza, kterou ovíjel had, symbol věčnosti. Uprostřed vázy na mramorové destičce bylo zlatým písmem řecky napsáno jméno „Dorothea“ a nápis: „Ach! Kéž by se časy minulé mohly stát časem budoucím!“ Podle jiného překladu: „Ach! Kéž by se krásné dny minulosti mohly stát dny současnými!“
Na skále pod altánem je vysekán původní nápis z roku 1791 s věnováním:
DOROTHEENS AUE ZUM ANDENKEN DER DURCHREGIER HERZOGIN VON CURLAND DEN 21. IUN 1791

## Fotogalerie

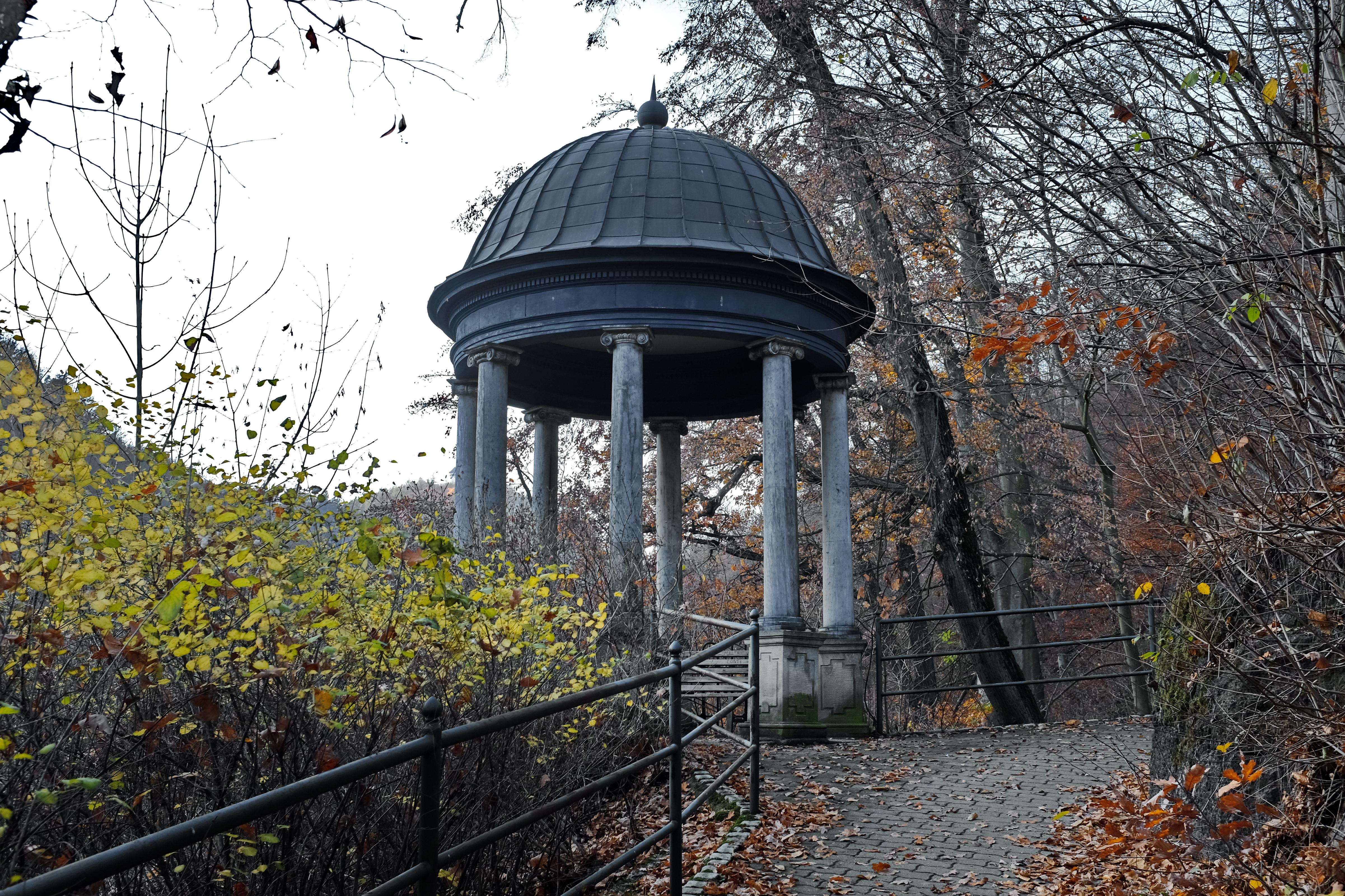
listopad 2018
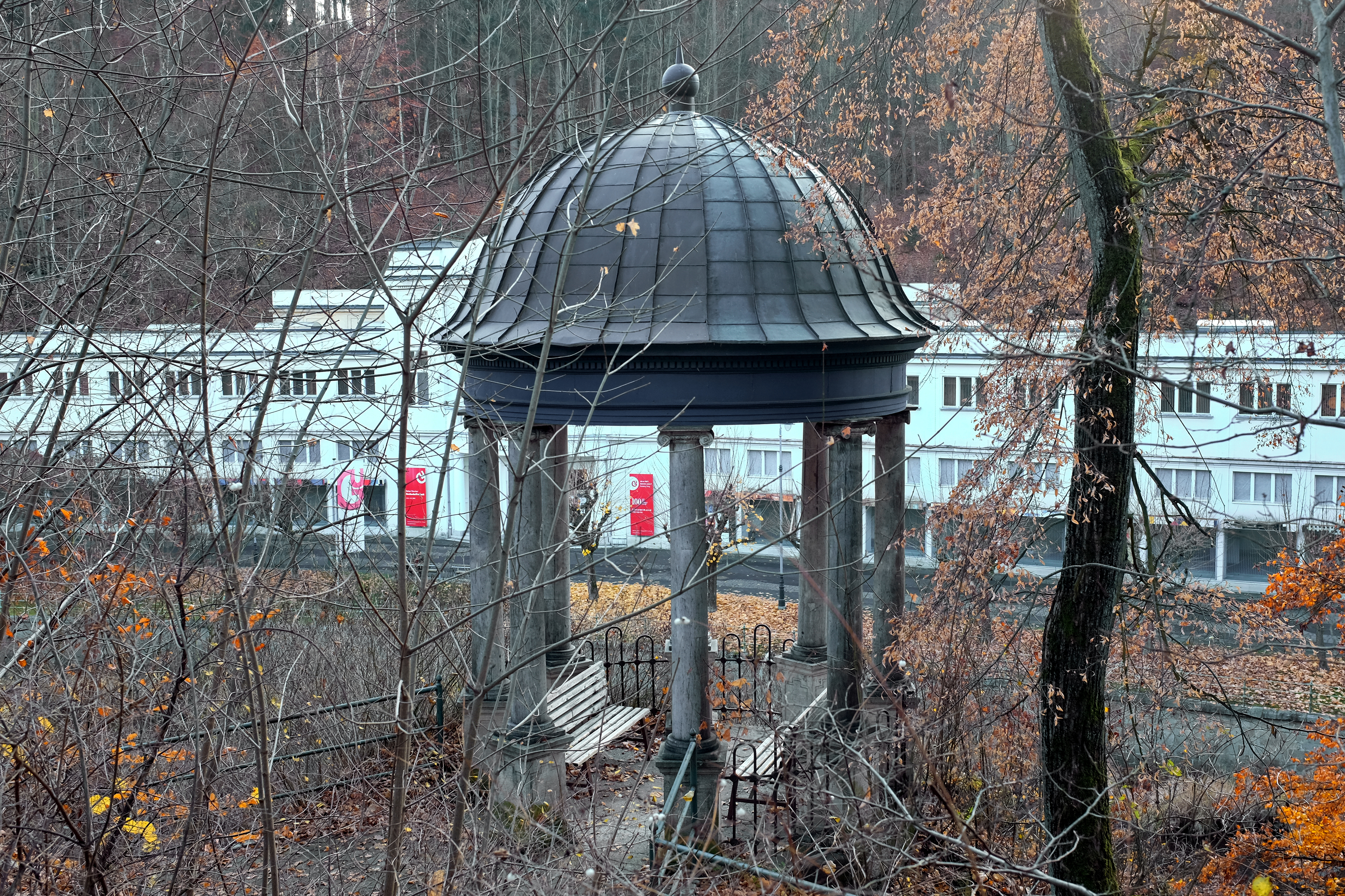
listopad 2018
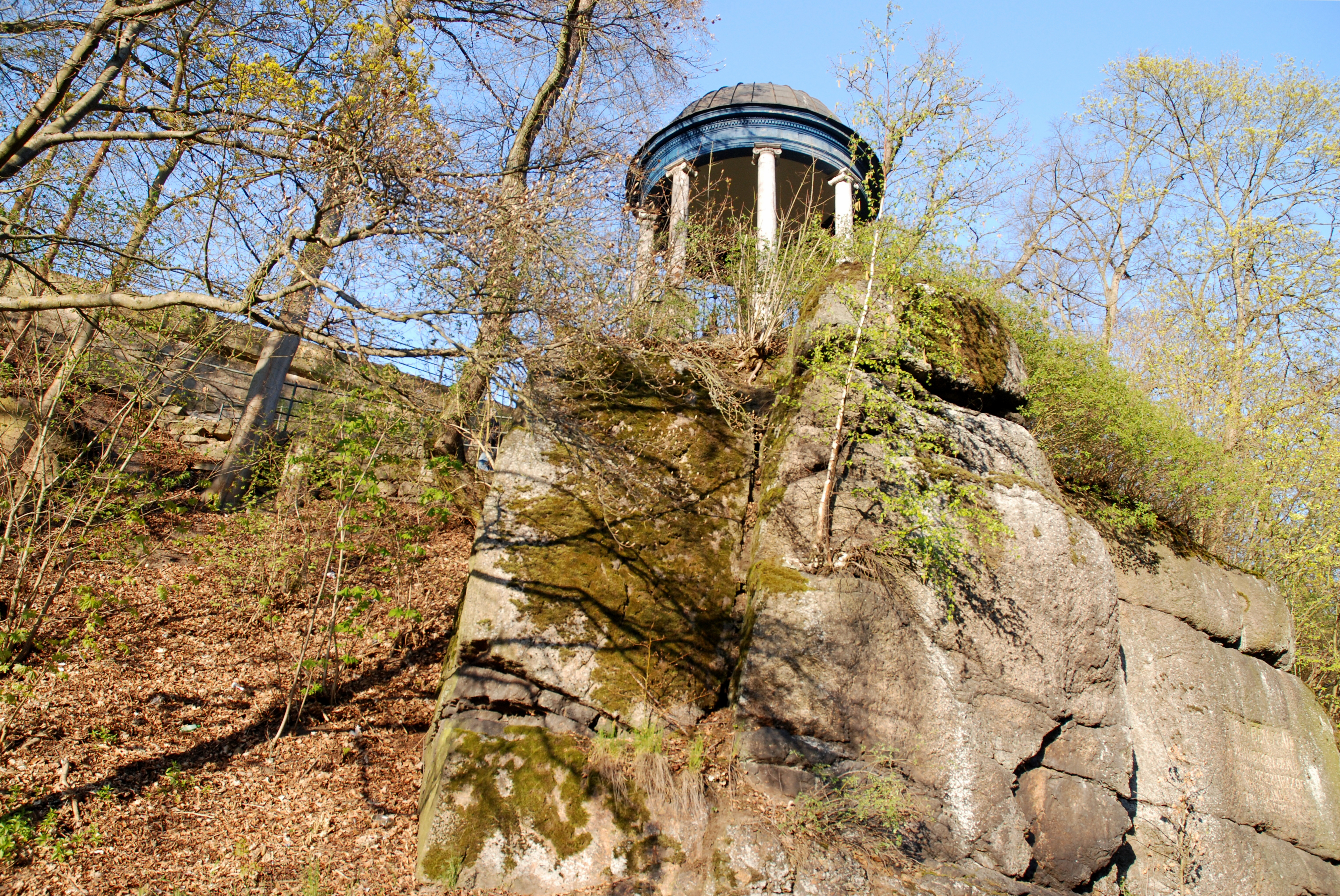
duben 2019
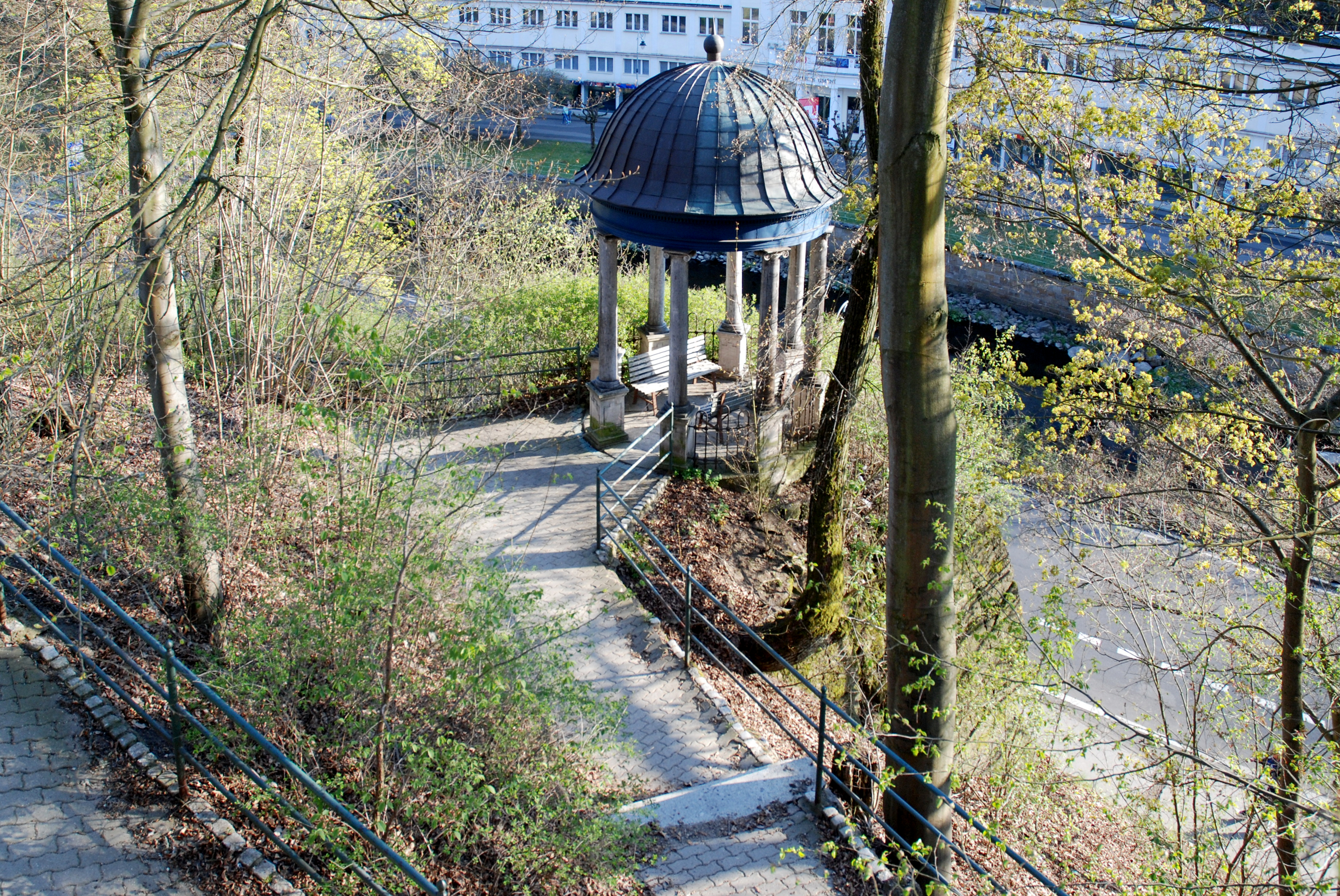
duben 2019
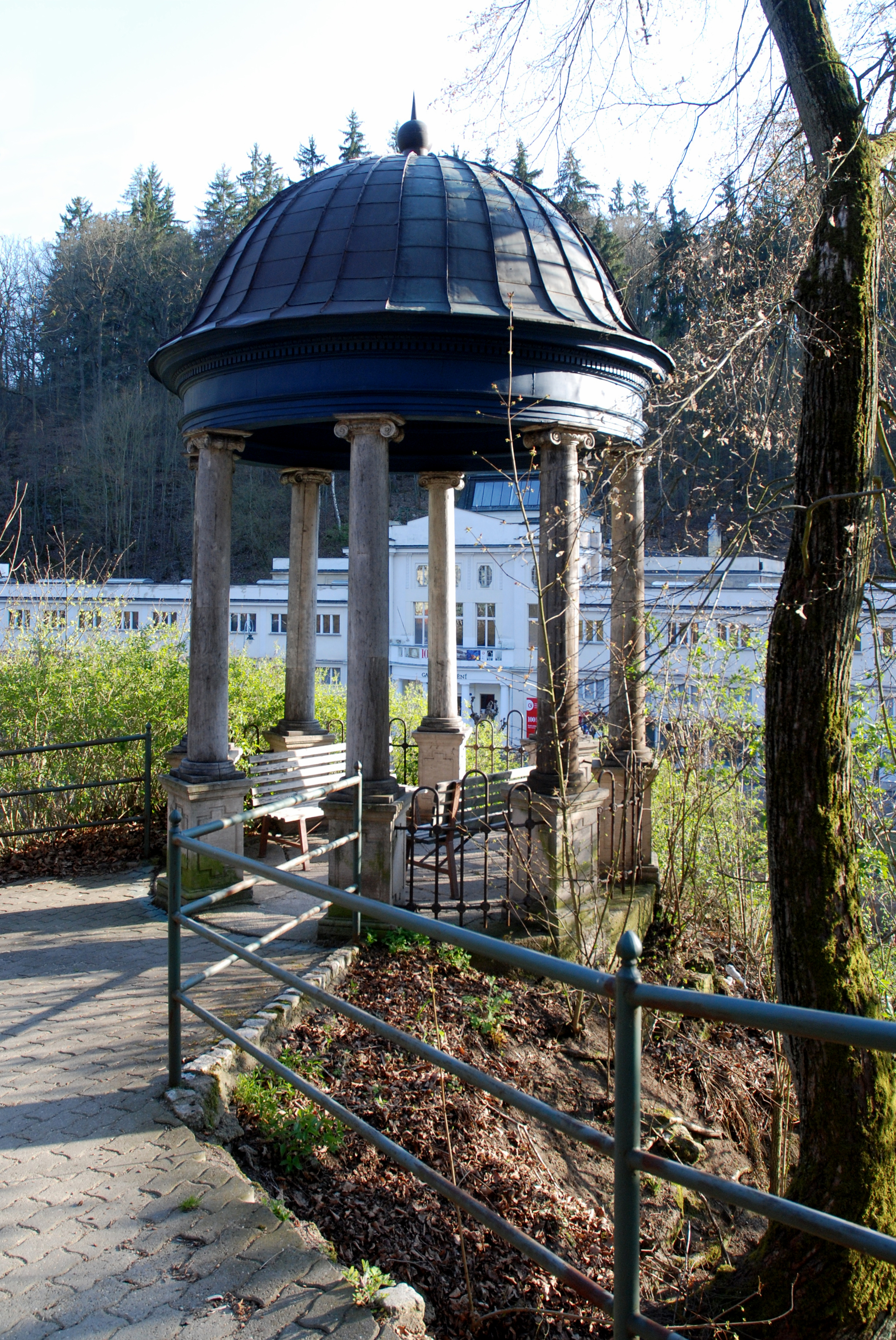
duben 2019
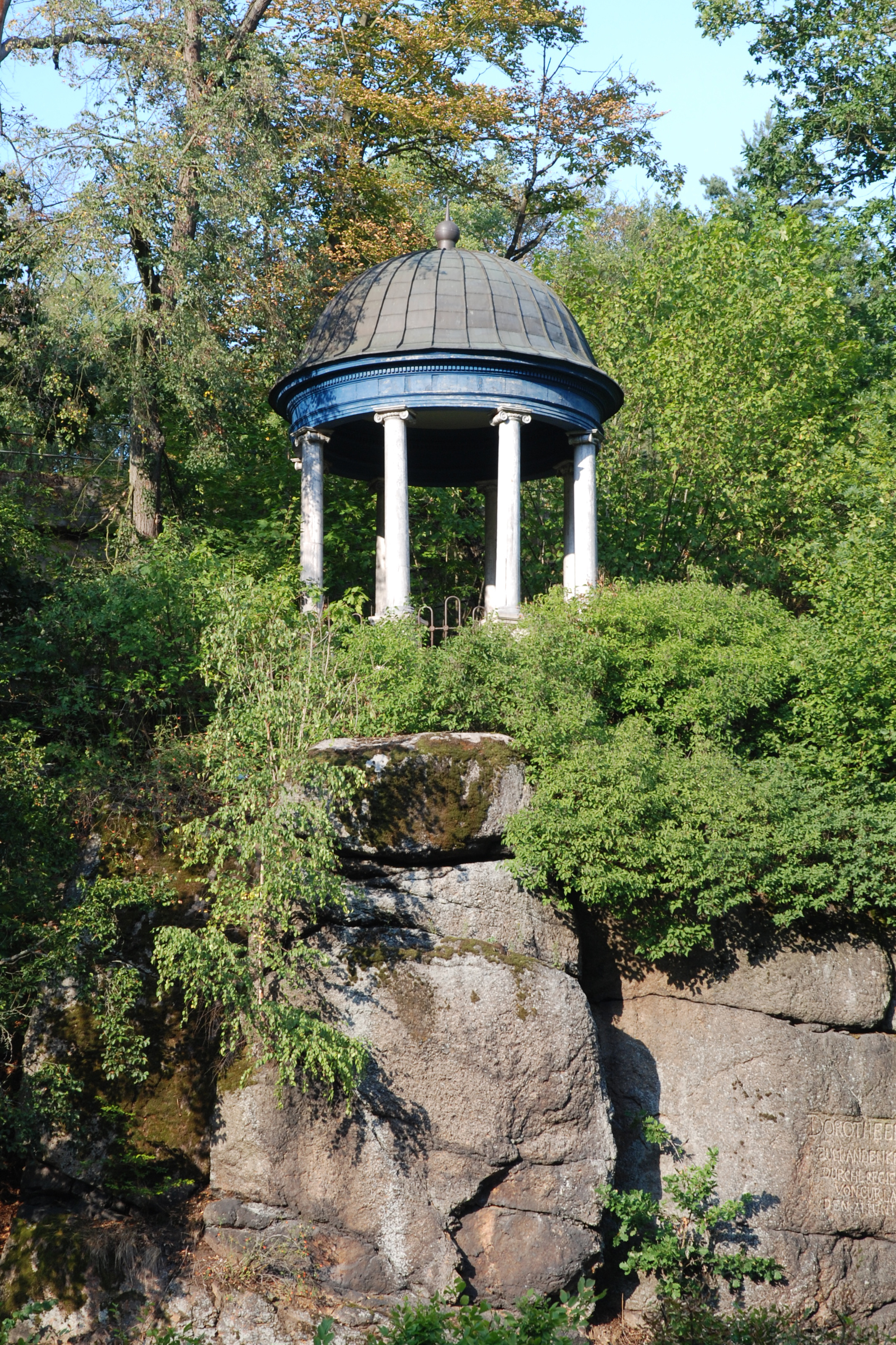
srpen 2019